# Informationsschutzverordnung
Die Verordnung über den Schutz von Informationen des Bundes (Informationsschutzverordnung) vom 4. Juli 2007 ist eine Verordnung im schweizerischen Recht im Bereich des Informationsschutzes. 

## Geltungsbereich
Die Verordnung regelt den Schutz von Informationen des Bundes (Schweizerische Eidgenossenschaft) und der Schweizer Armee. Ihre Bestimmungen betreffen Informationen, welche im Hinblick auf das Landesinteresse zu schützen sind. Der Schutz dieser Informationen soll durch ein Klassifizierungskonzept und bestimmte Bearbeitungsregeln gewährleistet werden. Die Informationsschutzverordnung enthält die Grundsätze für diese Klassifizierung und für die Bearbeitung der im Sinne dieser Verordnung schützenswerten Informationen. 

## Weblink
- Wortlaut (SR 510.411)